# Niagara (singolo)
Niagara  è un singolo del rapper italiano Izi e del produttore discografico italiano Charlie Charles, pubblicato il 19 dicembre 2016.

## Tracce
1. Niagara – 3:16

## Formazione
- Izi – voce
- Charlie Charles – produzione
- Shablo – registrazione, missaggio, mastering